# ケン・パテラ
ケン・パテラ（Ken Patera、本名：Kenneth Wayne Patera、1942年11月6日 - ）は、アメリカ合衆国の元プロレスラー。オレゴン州ポートランド出身。
オリンピック重量挙げ出身のパワーファイターとして、NWA、AWA、WWE（WWWF / WWF）の各団体で活躍した。

## 来歴

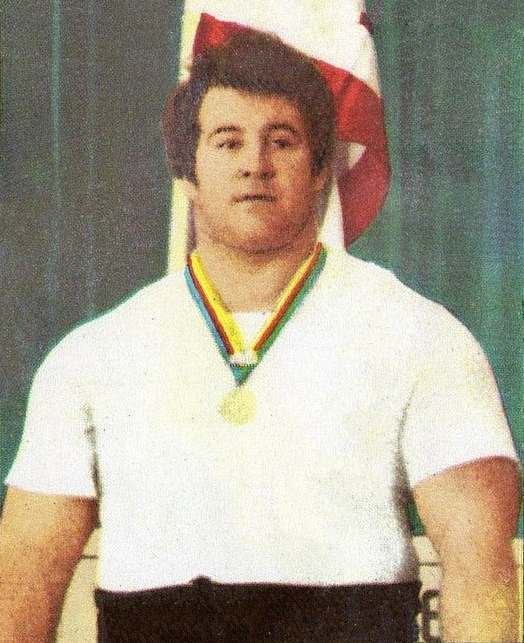
ウエイトリフター時代
（1972年）

1960年代から1970年代初頭にかけてウエイトリフティングの選手として活躍し、1972年のミュンヘンオリンピックにアメリカ代表で出場。レスリングの下地もあったことから、同じくオリンピック出身者であるAWAのバーン・ガニアにスカウトされてプロレスラーに転向。同期にはリック・フレアー、コシロ・バジリらがいた。1973年1月には国際プロレスに初来日、ミスター珍や稲妻二郎などの中堅・若手選手相手のハンディキャップ・マッチも行っている。
以降もアスリート系のベビーフェイスとして各地を転戦、1974年7月22日にはテキサス州フォートワースにてテキサス・マッケンジーと組み、ザ・ブラックジャックスからNWAアメリカン・タッグ王座を奪取した。その後もジョージアやノースカロライナなどNWAの主要テリトリーに出場したが伸び悩み、髪を金髪に染めてヒールに転向。中南部のNWAトライステート地区（後のMSWA）ではキラー・カール・コックスのパートナーとなり、1976年10月19日にボブ・スウィータン&ランディ・タイラーを下して同地区認定のUSタッグ王座を獲得した。同年よりWWWFに進出、翌1977年1月17日と2月7日、ニューヨークのマディソン・スクエア・ガーデンにて、ブルーノ・サンマルチノのWWWFヘビー級王座に連続挑戦している。
1977年10月、全日本プロレスに来日。WWWFでの実績を見込まれシリーズの注目外国人として迎えられ、10月21日に横浜文化体育館にてボボ・ブラジルと組み、ジャイアント馬場&ジャンボ鶴田のインターナショナル・タッグ王座に挑戦、10月24日には岩手県営体育館にて馬場のPWFヘビー級王座にも挑んだ。
1978年からはジム・クロケット・ジュニアのミッドアトランティック・チャンピオンシップ・レスリング、ジム・バーネットのジョージア・チャンピオンシップ・レスリング、エディ・グラハムのチャンピオンシップ・レスリング・フロム・フロリダなど、南部のNWA圏を転戦。フロリダでは1978年1月25日に開催されたスーパーボウル・オブ・レスリングのセミファイナルでダスティ・ローデスと対戦、ミッドアトランティック地区ではフレアー、マスクド・スーパースター、ビッグ・ジョン・スタッドらとタッグを組み、ワフー・マクダニエル、ブラックジャック・マリガン、ジミー・スヌーカ、ポール・オーンドーフ、リッキー・スティムボートなどのトップスターと抗争した。
1980年は再度ニューヨークに登場、WWFヘビー級王者のボブ・バックランドに挑戦する一方、同年4月21日、MSGでパット・パターソンを破りWWFインターコンチネンタル・ヘビー級王座を獲得。第2代の王者となる。並行してNWA圏にも参戦し、4日後の4月25日にはミズーリ州セントルイスのキール・オーディトリアムでケビン・フォン・エリックからミズーリ・ヘビー級王座を奪取。当時のNWAとWWFの実質的なナンバー2タイトルの「二冠王」となった（ミズーリ王座は11月21日にテッド・デビアス、IC王座は12月8日にペドロ・モラレスに敗れるまで保持）。
1980年9月、WWFとの提携ルートで新日本プロレスへの来日が実現。9月30日に日本武道館で開催されたビッグイベントにおいて、新日本での初戦ながらアントニオ猪木のNWFヘビー級王座に挑戦、怪力殺法で猪木を追い込んだ。以降も新日本プロレスに度々参戦し、NWFタイトルには1981年2月4日にも大阪府立体育館で再挑戦している。同年10月23日にはセントルイスにてジャック・ブリスコを破り、ミズーリ・ヘビー級王座に返り咲いた。
1982年からはAWAに復帰して、WWFや新日本プロレスでも共闘していたボビー・ダンカンとブラック&ブルー・エクスプレス（The Black & Blue Express）なるタッグチームを結成。ボビー・ヒーナン率いる「ヒーナン・ファミリー」の一員としてダンカンと共にAWA世界王者ニック・ボックウィンクルをバックアップし、当時AWAの新時代のエースとして人気が沸騰していたハルク・ホーガンやアンドレ・ザ・ジャイアントと抗争を展開した。AWAでの活動と並行して、提携団体であるテネシー州メンフィスのCWAにも出場。ジェリー・ローラーやオースチン・アイドルとCWAインターナショナル・ヘビー級王座を争った。
1983年より、当時のAWAでヒーナンと並ぶヒールのマネージャーだったシーク・アドナン・アル＝ケイシーの「ザ・シークス」に加入。アラビアに魅せられた白人「ローレンス・オブ・アラビア（Lawrence of Arabia）」を名乗り、中東風のベールを被るなどシーク・スタイルへの一時的なギミック・チェンジを果たす。6月26日にはシーク・アヤトーラことクラッシャー・ブラックウェルとのコンビでグレッグ・ガニア&ジム・ブランゼルのハイ・フライヤーズを破り、AWA世界タッグ王座を獲得した。
1984年5月、新日本プロレスへの4度目の来日を果たし、IWGPリーグ戦の第2回大会に出場。リーグ戦ではアンドレ、スーパースター、ディック・マードック、アドリアン・アドニスとも対戦したが、新日本初登場時のような活躍は見られず、戦績は芳しくなかった。帰国後の7月、ビンス・マクマホン・ジュニアの新体制下で全米進出を行っていたWWFと再契約。ここでもヒーナン・ファミリーに加入し、NWA以来の盟友スタッドとのタッグを再結成するが、AWA時代の同年4月6日にウィスコンシン州で起こした器物損壊（閉店していたマクドナルドに入店を断られて逆上し、店のウィンドウに岩を投げつけて破壊した容疑。パテラ本人は、投石したのは直前にその店を解雇された従業員によるもので、自分は偶然その場に居合わせただけで投石はしていないと主張）に端を発する警官暴行の罪で、約2年間に渡って服役することになる（マサ斎藤もこの事件に巻き込まれ、1年6カ月間の懲役刑を受けている）。
服役後は囚人ギミックによるWWF復帰も噂されたが、最終的にはデビュー当時と同じベビーフェイスとして1987年4月にカムバック。髪も本来の栗色に戻し、気は優しくて力持ち的なキャラクターとなってハーキュリーズやディノ・ブラボーと抗争、サバイバー・シリーズの第1回大会ではホーガンのチーム・メイトも務めたが、全盛期のような活躍は果たせず、1988年11月にWWFを離れた。
その後は古巣のAWAにて、ブラッド・レイガンズとオリンピアンズ（The Olympians）なるオリンピック・コンビを結成。1989年3月25日にはバッド・カンパニー（ポール・ダイヤモンド&パット・タナカ）を破りAWA世界タッグ王座を再び獲得している。1990年はカリフォルニア州マリナ・デル・レイのインディー団体UWFに出場して、カムバック後のWWFでタッグを組んでいたビリー・ジャック・ヘインズと抗争。1991年の末にはオットー・ワンツが主宰していたドイツ・オーストリアのCWAに遠征、12月21日にブレーメンにてランボーのCWA世界ヘビー級王座に挑戦した。以降、1990年代はミネソタ近辺のインディー団体にスポット参戦していた。
2011年8月12日、ジャガロ・チャンピオンシップ・レスリングのイベント "Legends & Icons" に出場してバックランドと対戦、公の場に久々に姿を見せた。

## 得意技
- スピニング・フルネルソン
- ベアハッグ
- リフトアップ・スラム
- エルボー・ドロップ

## 獲得タイトル
NWAビッグタイム・レスリング
- NWAアメリカン・ヘビー級王座：1回[30]
- NWAアメリカン・タッグ王座：1回（w / テキサス・マッケンジー）[6]

NWAトライステート
- NWA USタッグ王座（トライステート版）：1回（w / キラー・カール・コックス）[7]

ミッドアトランティック・チャンピオンシップ・レスリング
- NWAミッドアトランティック・ヘビー級王座：2回[31]
- NWAミッドアトランティック・タッグ王座：1回（w / ビッグ・ジョン・スタッド）[32]

ジョージア・チャンピオンシップ・レスリング
- NWAジョージア・ヘビー級王座：1回[33]

セントルイス・レスリング・クラブ
- NWAミズーリ・ヘビー級王座：2回[15]

ワールド・レスリング・フェデレーション
- WWFインターコンチネンタル・ヘビー級王座：1回[14]

サウスウエスト・チャンピオンシップ・レスリング
- SCWテキサス・ブラスナックル王座：1回[34]

コンチネンタル・レスリング・アソシエーション
- CWAインターナショナル・ヘビー級王座：2回[20]

アメリカン・レスリング・アソシエーション
- AWA世界タッグ王座：2回（w / ジェリー・ブラックウェル、ブラッド・レイガンズ）[21]

## マネージャー
- グラン・ウィザード（WWF）
- ルー・アルバーノ（WWF）
- ボビー・ヒーナン（AWA、WWF）
- シーク・アドナン・アル＝ケイシー（AWA）
- ジミー・ハート（CWA）
- ジム・コルネット（CWA）